# ليلا لومباردي
ليلا لومباردي (بالإيطالية: Lella Lombardi)‏ مواليد 26 مارس 1941 في فروغارولو، بييمونتي، إيطاليا، كانت سائقة فورملا 1 إيطالية سابقة وكانت قد بدأ مسيرتها الاحترافية سنة 1974. كان أول سباق لها هو جائزة بريطانيا الكبرى 1974. خاضت خلال مسيرتها 17 سباقاً. هي السائقة الوحيدة في التاريخ التي تنهي سباقا ضمن بطولة العالم للفورمولا 1 في المراكز الستة الأولى وذلك في جائزة إسبانيا الكبرى 1975.

## سباقات شاركت فيها
- لو مان 24 ساعة
- بطولة العالم للسيارات الرياضية
- بطولة فورمولا 3 الإيطالية

## روابط خارجية
- ليلا لومباردي على موقع Racing-Reference.info (الإنجليزية)
- ليلا لومباردي على موقع DriverDB.com (الإنجليزية)